# Diocèse de Corner Brook et du Labrador
Le diocèse de Corner Brook et du Labrador (Dioecesis Rivuli Angularis et Terrae Laboratoriae en latin) est un diocèse de l'Église catholique au Canada situé à Terre-Neuve-et-Labrador. Il est suffragant de l'archidiocèse de Saint-Jean. Depuis 2019, son évêque est Bartolomeus Van Roijen. Son siège épiscopal est la cathédrale du Saint-Sauveur-et-de-l'Immaculée-Conception de Corner Brook. Son territoire comprend la basilique Notre-Dame-du-Perpétuel-Secours de Labrador City.
Le diocèse a été érigé canoniquement le 18 février 1904 sous le nom de diocèse de Saint-Georges (Sancti Georgii Terræ Novæ en latin). Il adopta son nom actuel en 2007 lorsqu'une partie du territoire du diocèse de Labrador City-Schefferville, qui venait d'être dissout, lui fut ajouté. Il avait d'abord été érigé en tant que préfecture apostolique en 1870 sous le nom de préfecture apostolique de l'Ouest de Terre-Neuve, puis, élevé en vicariat apostolique en 1892.

## Description
Le diocèse de Corner Brook et du Labrador est l'une des juridictions de l'Église catholique au Canada située dans la province de Terre-Neuve-et-Labrador. Il est suffragant de l'archidiocèse de Saint-Jean,. Depuis 2019, son évêque est Bartolomeus van Roijen,,,,,.
Depuis 2007, le siège épiscopal du diocèse est la cathédrale du Saint-Sauveur-et-de-l'Immaculée-Conception de Corner Brook,. Auparavant, sa cathédrale était l'église Saint-Joseph de Saint George's,. Le diocèse comprend également la basilique Notre-Dame-du-Perpétuel-Secours de Labrador City, l'ancienne cathédrale du diocèse de Labrador City-Schefferville qui a été élevée au rang de basilique mineure le 1er juin 2007,.
Le territoire du diocèse de Corner Brook et du Labrador s'étend sur 310 302 km2 dans l'Ouest de Terre-Neuve et au Labrador,,. Il est contigu au diocèse d'Antigonish au sud-ouest, au diocèse de Baie-Comeau à l'ouest, au diocèse d'Amos au nord-ouest et au diocèse de Grand Falls à l'est. En 2019, il comprend 26 paroisses.
En 2019, le diocèse de Corner Brook et du Labrador dessert une population de 46 900 catholiques, soit 35% de la population totale de son territoire, avec un total de 26 prêtres.

## Histoire

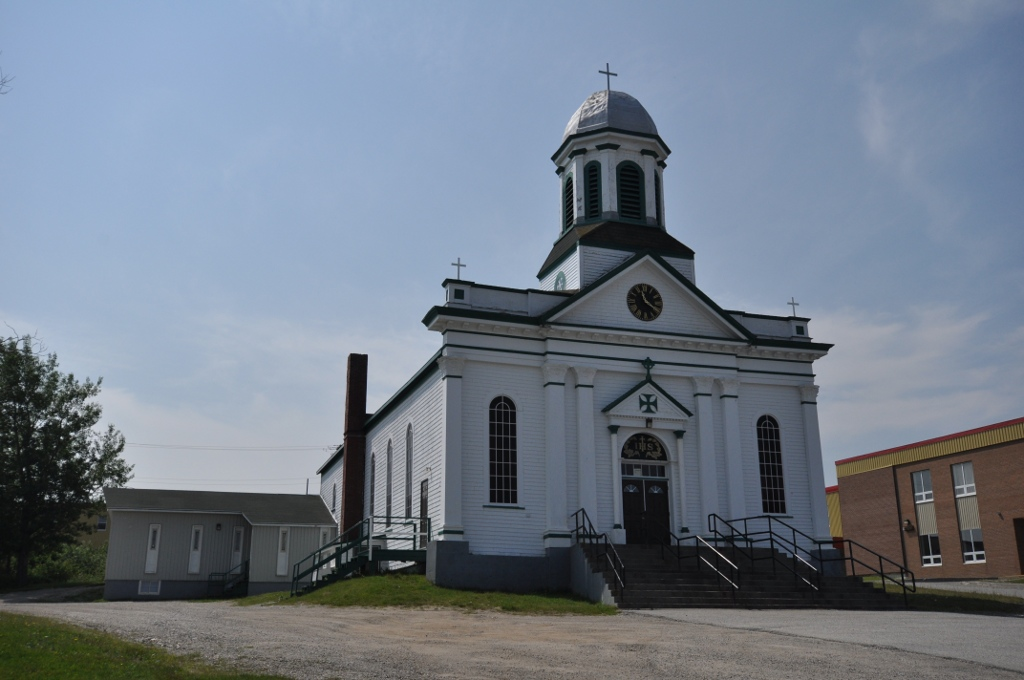
L'église Saint-Joseph de Saint George's, cathédrale du diocèse de 1904 à 2007.

La préfecture apostolique de l'Ouest de Terre-Neuve a été érigée canoniquement le 9 mai 1870. Auparavant, ce territoire faisait partie du diocèse de Saint-Jean. Son premier préfet, à partir du 17 septembre 1871, fut Thomas Sears (en) qui demeura à cette position jusqu'au 7 novembre 1885,,. Le 28 avril 1892, la préfecture apostolique fut élevée au rang de vicariat apostolique en conservant le même nom,. Michael Francis Howley, qui était préfet depuis le 5 décembre 1885, en devint le premier vicaire apostolique,,.
Le 18 février 1904, le vicariat apostolique de l'Ouest de Terre-Neuve fut élevé au rang de diocèse et adopta alors le nom de diocèse de Saint-Georges,. Michael Francis Howley, qui était vicaire apostolique depuis le 5 décembre 1885, en devint le premier évêque. Il demeura à cette fonction jusqu'au 19 janvier 1910 lorsqu'il fut nommé archevêque de l'archidiocèse de Vancouver,,. L'église Saint-Joseph de Saint George's devint la cathédrale du diocèse,.
En 1990, le prêtre Kevin Bennett est condamné à quatre ans de prison pour avoir agressé sexuellement des enfants. En 2005, l’évêque Douglas Crosby du diocèse de Saint-Georges annonce la mise en vente des propriétés du diocèse afin de payer 13 millions de dollars aux 37 victimes de Benett. Chaque victime recevra entre 750 000 et un million de dollars. Finalement les 13 millions de dollars sont collectés auprès des églises canadiennes et de leurs paroissiens ainsi l'évêché conserve ses biens.
Lorsque le diocèse de Labrador City-Schefferville fut dissout le 31 mai 2007, la partie de son territoire correspondant au Labrador fut agrégée, le 9 septembre suivant, au diocèse de Saint-Georges qui changea alors de nom pour son nom actuel, soit diocèse de Corner Brook et du Labrador,,. Également en 2007, le siège épiscopal du diocèse fut transféré à la cathédrale du Saint-Sauveur-et-de-l'Immaculée-Conception de Corner Brook,.

## Ordinaires

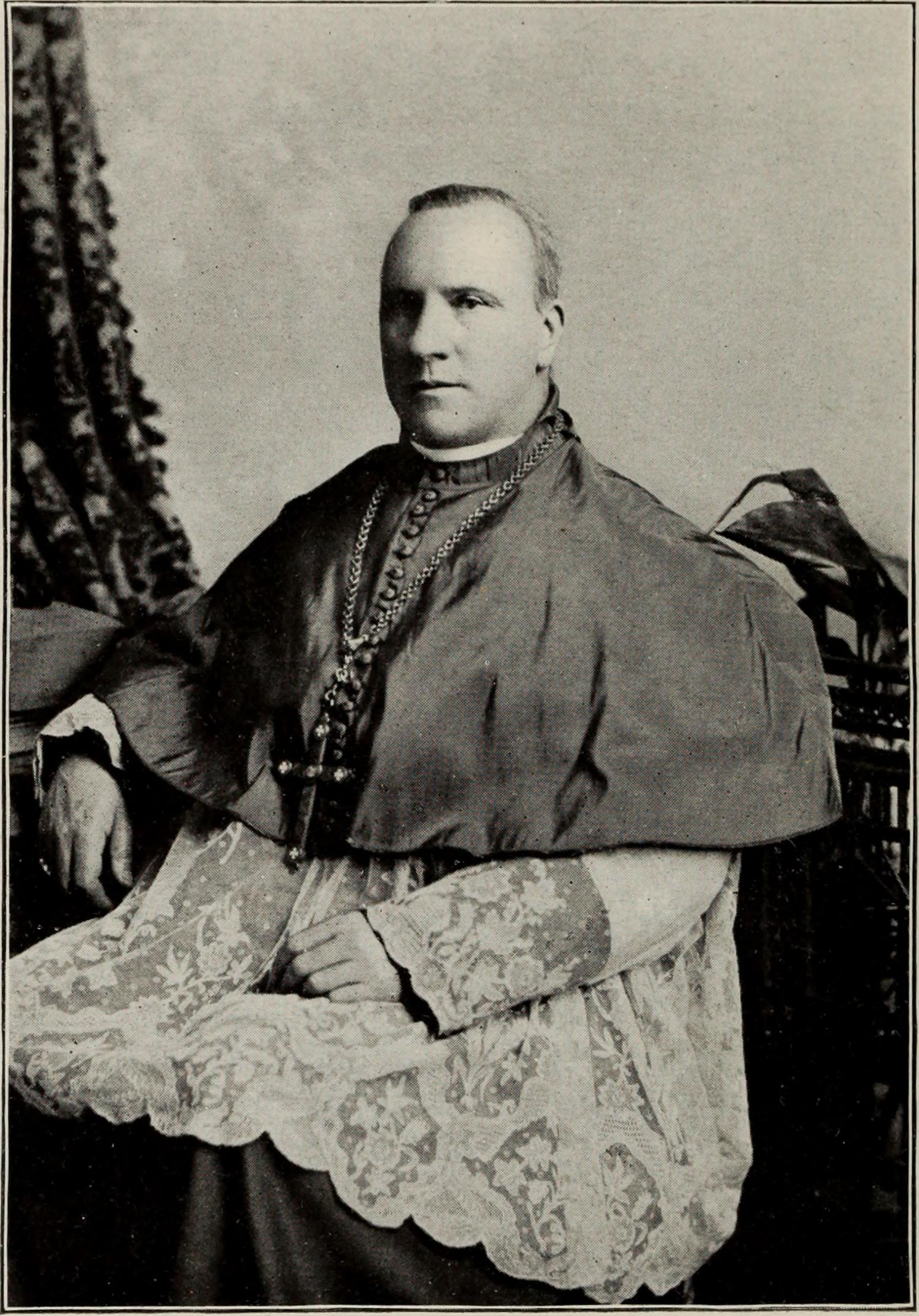
Michael Francis Howley, premier vicaire apostolique de l'Ouest de Terre-Neuve

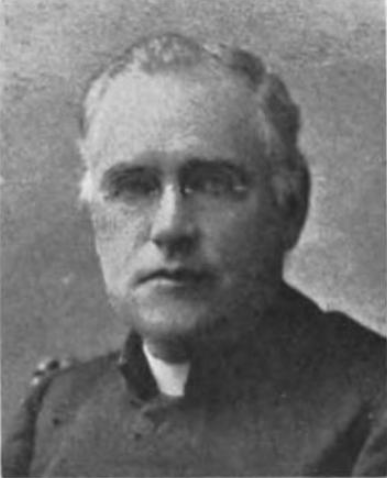
Neil McNeil, premier évêque de Saint-Georges

| #                     | Nom                    | Dates                               |
| Préfets               | Préfets                | Préfets                             |
| --------------------- | ---------------------- | ----------------------------------- |
| 1                     | Thomas Sears (en)      | 17 septembre 1871 - 7 novembre 1885 |
| 2                     | Michael Francis Howley | 5 décembre 1885 - 28 avril 1892     |
| Vicaires apostoliques |                        |                                     |
| 1                     | Michael Francis Howley | 28 avril 1892 - 5 janvier 1895      |
| 2                     | Neil McNeil            | 6 août 1895 - 8 février 1904        |
| Évêques               |                        |                                     |
| 1                     | Neil McNeil            | 8 février 1904 - 19 janvier 1910    |
| 2                     | Michael Fintan Power   | 12 mai 1911 - 6 mars 1920           |
| 3                     | Henry Thomas Renouf    | 27 septembre 1920 - 2 mars 1941     |
| 4                     | Michael O'Reilly       | 5 juillet 1941 - 22 décembre 1969   |
| 5                     | Richard Thomas McGrath | 1er juin 1970 - 17 juin 1985        |
| 6                     | Raymond John Lahey     | 5 juillet 1986 - 5 avril 2003       |
| 7                     | David Douglas Crosby   | 6 août 2003 - 24 septembre 2010     |
| 8                     | Peter Joseph Hundt     | 1er mars 2011 - 12 décembre 2018    |
| 9                     | Bartolomeus van Roijen | Depuis le 7 octobre 2019            |

## Galerie

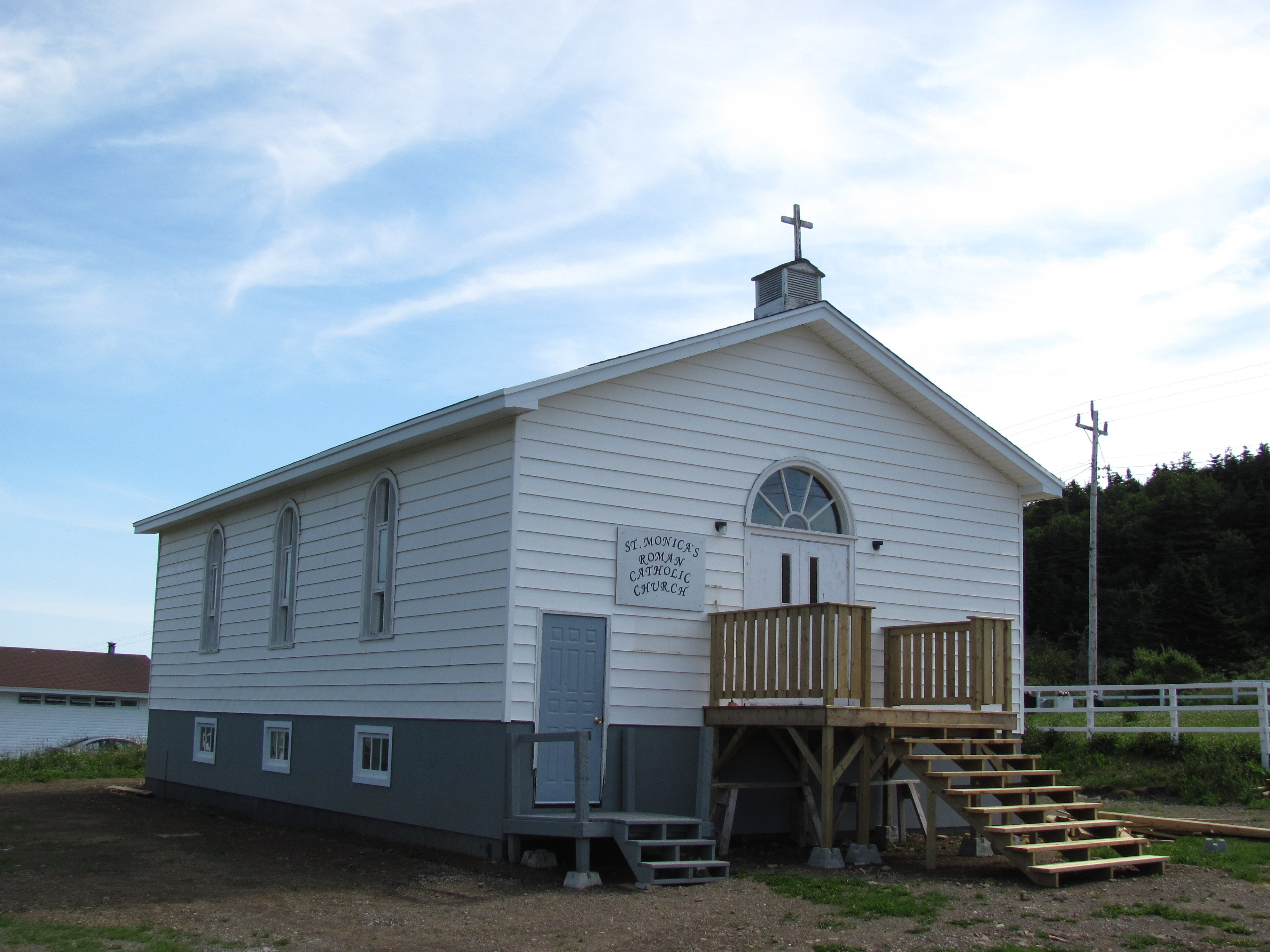
Église de St. Lunaire-Griquet.
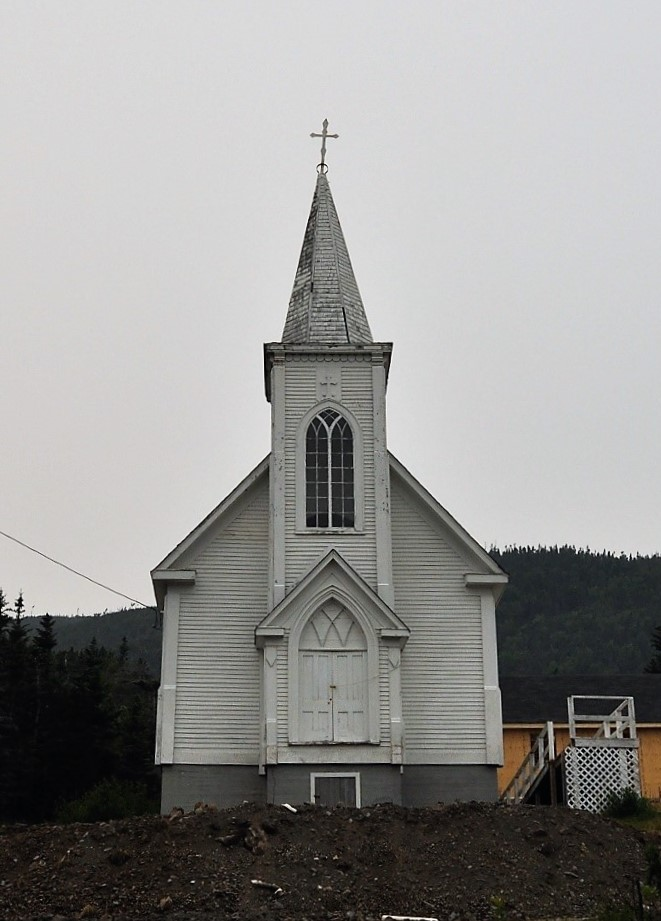
Église Saint-Patrick de Woody Point.
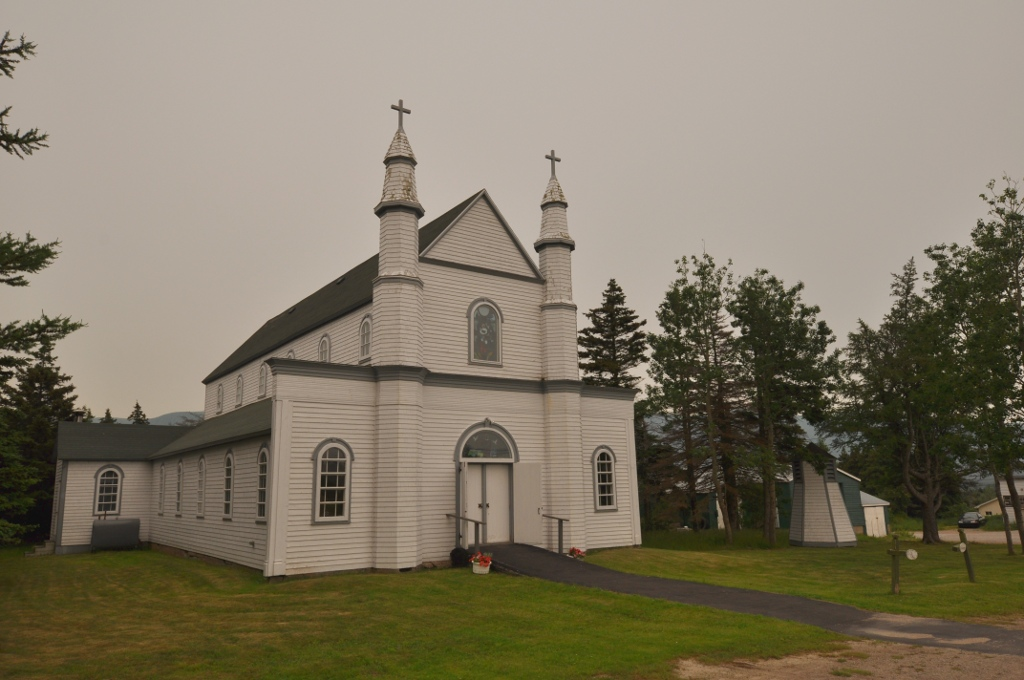
Église Précieux-Sang de St. Andrew's.
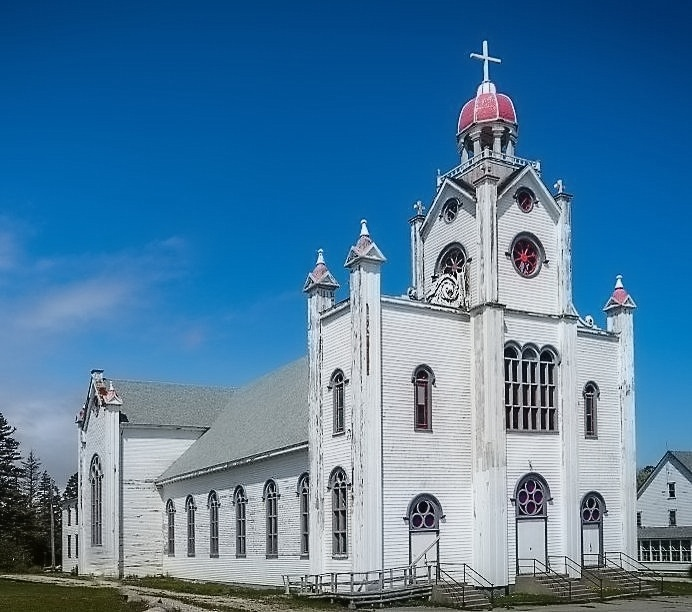
Église Notre-Dame-de-la-Miséricorde de Port-au-Port.